# Femme nue (J'aime Eva)
Femme nue (J'aime Eva) est un tableau réalisé par le peintre espagnol Pablo Picasso en 1912. Exécuté sur toile à la peinture à l'huile et au fusain, ainsi qu'avec du sable, ce portrait cubiste représente une femme nue, selon toute vraisemblance Eva Gouel, la compagne de l'artiste, pour laquelle une petite inscription clame son amour. Passée par la collection de Ferdinand Howald, l'œuvre est aujourd'hui conservée au Columbus Museum of Art, à Columbus, dans l'Ohio, aux États-Unis.